# L'eremita della foresta
L'eremita della foresta  (titolo orig. The Hermit of Eyton Forest) è un giallo storico di ambientazione medievale, scritto dall'autrice britannica Ellis Peters. Si tratta del quattordicesimo romanzo in cui indaga il monaco benedettino Fratello Cadfael, pubblicato nel 1987.
Lo sheriffo Hugh Beringar e Fratello Cadfael lavorano assieme per risolvere due casi. Il primo è un omicidio, un fatto in connessione con la guerra civile inglese; il secondo, un rapimento, concerne la proprietà e i matrimoni nell'Inghilterra del XII secolo. 

## Trama
La vicenda ha inizio nell'ottobre 1142, a Shrewsbury, all'epoca dell'Anarchia, durante i continui scontri fra re Stefano d'Inghilterra e l'Imperatrice Maud, ora assediata al Castello di Oxford. 
La morte del padre rende Richard Ludel, che ha dieci anni e va a scuola presso l'abbazia dei Santi Pietro e Paolo, l'erede di una vasta eredità e dei possedimenti di Eaton. Tale situazione lo pone al centro della contesa tra sua nonna, madonna Dionisia Ludel, e l'abate Radulfus. La prima vorrebbe ricondurre il ragazzo di dieci anni a casa e farlo sposare alla ventenne Hiltrude Astley, erede del possedimento vicino. Al contrario, l'abate desidera che il ragazzo rimanga all'abbazia, poiché Richard gli era stato affidato dal padre (nel caso fosse morto prematuramente) affinché potesse essere istruito fino alla maggiore età. Madonna Dionisia tenta in diversi modi di riprendersi il ragazzo, ma l'abate è determinato a lasciar crescere Richard all'abbazia invece di vederlo sposato a dieci anni ad una donna molto più vecchia di lui. 
Nel frattempo nella foresta di Eyton, appartenente ai possedimenti di Eaton, arriva un eremita; si tratta di un sant'uomo di nome Cuthred, accompagnato dal suo inserviente Hyacinth. Al loro arrivo, nella vicina parte della foresta appartenente all'abbazia, iniziano ad accadere strani incidenti, che vengono attribuiti a calamità naturali.
Verso la fine di ottobre l'inserviente Hyacinth si reca dall'abate e riporta un messaggio da parte dell'eremita. Secondo il sant'uomo la causa di quegli incidenti nella foresta è la mano di Dio che vuole che l'abbazia restituisca Richard alla nonna. Le calamità culminano con una caduta rovinosa da parte del guardaboschi Eilmund. Egli viene salvato da Hyacinth, ma si è rotto una gamba. A casa dell'uomo, Hyacinth incontra e si innamora di Annet, la giovane figlia del guardaboschi. Anche Cadfael si reca là per steccare la gamba e prestare altre cure mediche a Eilmund. 
All'abbazia giunge poi Drogo Bosiet, un signore proveniente da Northampton. Egli è un uomo collerico e astioso che ha girato mezza Inghilterra per ritrovare un suo servo della gleba fuggiasco di nome Brand. Egli è giunto a Shrewsbury per chiedere aiuto sia all'abbazia che allo sceriffo Beringar. L'abate non è prodigo di informazioni avendo ben capito il carattere dell'uomo, ma fratello Jerome lo informa in gran segreto che il servo della gleba potrebbe essere Hyacinth, che vive nell'eremo. Il giovane Richard ascolta per caso queste rivelazioni e, avendo già conosciuto Hyacinth, sale sul suo pony per recarsi nella foresta e avvisarlo. Arriva in tempo e Hyacinth si nasconde con Annet nella foresta. Richard scompare sulla via del ritorno.
Intanto Drogo Bosiet si è recato all'eremo, ma Cadfael di ritorno dalla casa del guardaboschi, lo trova cadavere, ucciso con un pugnale e derubato. Il giorno seguente arrivano sulla scena anche l'abate e Hugh Beringar. Dato che presto si viene a sapere per quale motivo egli si trovasse nella foresta, inizia una caccia all'uomo nei confronti di Hyacinth. Quando la scomparsa di Richard viene resa nota, gli uomini di Beringar cercano anche il giovane erede di Eaton.
Mentre continuano le ricerche dei due giovani, giunge all'abbazia anche Rafe di Coventry, un falconiere. Egli è segretamente un sostenitore dell'Imperatrice Maud, ora assediata a Oxford dalle forze di Re Stefano. Il motivo che porta Rafe a Shrewsbury è la ricerca di un uomo che ha rubato il tesoro che la nobile signora stava inviando in gran segreto a Wallingford al un suo fedele sostenitore Brian FitzCount.
Richard riesce a mettersi in salvo con l'aiuto di Hyacinth e a rimanere all'abbazia per completare i suoi studi. Cadfael e Beringar sono in grado di scoprire la verità e capire chi si sia macchiato dell'omicidio. Hyacinth è finalmente libero di imparare un mestiere per poter poi chiedere in moglie Annet. Anche Rafe riprende la sua strada, avendo completato la sua missione.

## Edizioni italiane
- L'eremita della foresta, traduzione di Elsa Pelitti, Collana La Gaja Scienza n° 550, Milano, Longanesi & C., marzo 1998,  p. 228, ISBN 88-304-1469-7.[7] - Trezzano sul Naviglio, Euroclub, 1998.
- L'eremita della foresta, traduzione di E. Pelitti, copertina di Gabriella Sequeri, Collana Teadue, Milano, TEA, 2000,  p. 228, ISBN 88-7818-752-6.
- L'eremita della foresta, in Le cronache di Fratello Cadfael. Volume quinto, Collana I grandissimi, Milano, TEA, 2024, ISBN 978-88-502-6844-3.